# Samos (Spagna)
Samos è un comune spagnolo di 1 707 abitanti situato nella comunità autonoma della Galizia.